# Prohibido amar
Prohibido amar es una telenovela mexicana producida por Rafael Urióstegui para TV Azteca. La telenovela está basada en la telenovela colombiana La sombra del deseo bajo la adaptación de Carmen Madrid y los guiones de María Renée Prudencio y Ximena Escalante. 
Está protagonizada por Rossana Nájera y Marco de Paula, junto con Anna Ciocchetti, Iliana Fox, Ari Telch y Sandra Quiroz en los roles antagónicos, acompañados de Fernando Ciangherotti, Eduardo Arroyuelo y Andrea Martí.
El equipo de la telenovela inició las grabaciones el 29 de agosto de 2013. La producción concluyó el 14 de diciembre de 2013.

## Elenco
- Rossana Nájera ... Gabriela Ramírez
- Marco De Paula ... Rafael Hernández Cosío / Rafael Aguilera Cosío
- Iliana Fox ... Laura Saldívar Romero de Hernández / Laura Saldívar Romero de Roldán
- Anna Ciocchetti ... Alicia Cosío Vda. de Hernández
- Fernando Ciangherotti ... Ignacio Aguilera Olivares
- Ari Telch ... Salomón Aguilera Olivares
- Andrea Martí ... Olga Ramírez
- Eduardo Arroyuelo ... Guillermo Aguilera
- María José Magán ... Rosario Sandoval
- Claudia Lobo ... Cecilia Romero Vda. de Saldívar
- Fabián Corres ... Mauricio
- Cinthia Vázquez ... Nina Hernández Cosío
- Emilio Guerrero ... León Ramírez
- Hernán Mendoza ... Félix
- Juan Martín Jáuregui ... Marcos Roldán
- Sandra Quiroz ... Lorena Jurado
- Diana Ferreti ... Patricia "Paloma" Aguilera
- Giovanna Romo ... Andrea
- Arancha ... Larissa
- Dianella ... Tatiana Hernández Saldívar
- Carlos Díaz ... Emilio "Milo" Hernández Saldívar
- Héctor Kotsifakis ... Manuel Morales
- Hernán Mendoza ... Lic. Félix Narváez
- Richi Mestre ... Carlos Malpica
- Tamara Guzmán ... Jimena
- Paulette Hernández ... Alicia Cosío Vda. de Hernández (Joven)